# Phyllodicolidae
Phyllodicolidae é uma família de copépodes pertencentes à ordem Cyclopoida.
Géneros:
- Cyclorhiza Heegaard, 1942
- Phyllodicola Delamare Deboutteville & Laubier, 1960